# Сулём (река)
Сулём — река на Среднем Урале, в западной части Свердловской области России, приток Чусовой. Протекает по территориям Кировградского и Горноуральского муниципальных округов, а также муниципального образования «город Нижний Тагил». Часть речного русла находится в пределах Висимского государственного природного заповедника.
Длина реки — 87 километров, площадь водосборного бассейна — 609 км².
Река Сулём начинается на склоне водораздельного хребта Весёлые горы, течёт с юго-востока на северо-запад, в среднем течении поворачивая на запад, и впадает в реку Чусовую возле села Сулём. В устье близ села Сулём находится пристань, основанная в 1743 году. Река спокойная, с отдельными перекатами. Имеет более 50 притоков, половина из которых располагается в пределах заповедника. Сулём имеет хорошо зарегулированный сток. В весеннее половодье вода поднимается в верховьях на 1 метр, в низовьях на 3—4 метра. Ледостав в низовьях Сулёма — в конце октября; богатые родниками верховья под толстым слоем снега местами не замерзают совсем.

## Притоки
(указано расстояние от устья)
- 54 км: Бушаш (пр)
- 58 км: Малая Кутья (лв)
- 62 км: Верхняя Кутья (лв)[2]
- Кустоватая (пр)
- Сакалья (лв)
- Каменка (пр)
- Росья (пр)
- Медвежка (лв)[3]